# Journal asiatique

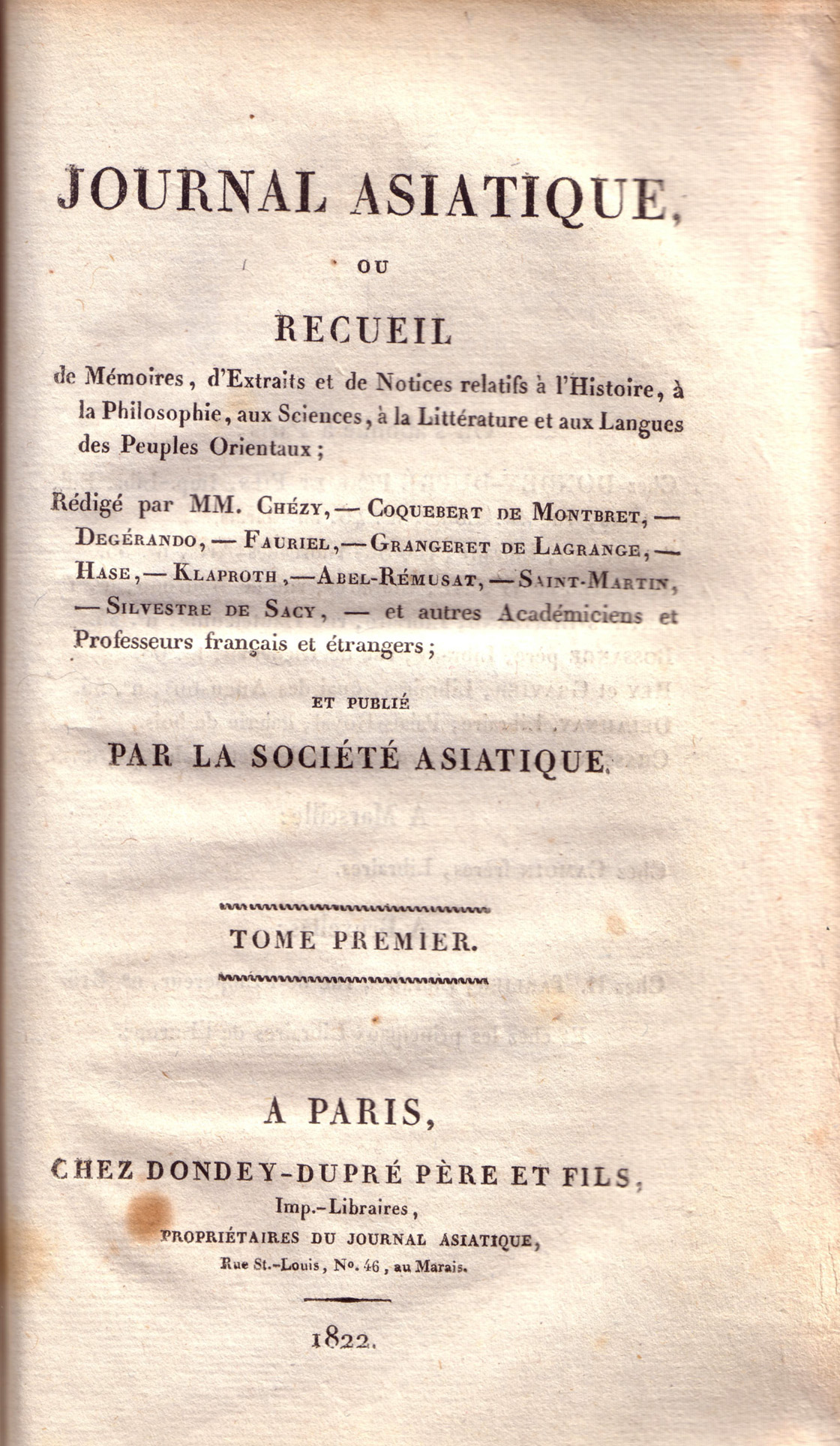
Titelseite der ersten Ausgabe des Journal asiatique
(1822)

Das Journal asiatique ist eine französische orientalistische Publikation, die 1822 von der Société asiatique (Asiatischen Gesellschaft) gegründet wurde, um orientalistische Studien zu fördern. Es ist eine der ältesten noch existierenden französischen Publikationsreihen. Es wird heute mit Unterstützung des Centre national de la recherche scientifique (Nationales Zentrum für wissenschaftliche Forschung) veröffentlicht. Die akzeptierten Sprachen sind neben Französisch auch Englisch, Deutsch, Spanisch und Italienisch.
Beiträge leisteten Persönlichkeiten, wie Antoine Bazin, Édouard Biot, Marie-Félicité Brosset, Henri de Contenson, Joseph Derenbourg, Hartwig Derenbourg, Louis Finot, Fulgence Fresnel, René Grousset, Mayer Lambert, Henri Maspero, Paul Masson-Oursel, Adolf Neubauer, Robert des Rotours, Antoine-Jean Saint-Martin, Friedrich Eduard Schulz, Rolf Stein, Melchior de Vogüé und andere.
Die Redakteure des Journal asiatique waren (seit 1822):
- Antoine-Jean Saint-Martin (1822–1832)
- Jean-Baptiste-André Grangeret de Lagrange (1832–1858)
- Jules Mohl (1858–1876)
- Charles Barbier de Meynard (1876–1892)
- Rubens Duval (1892–1908)
- Louis Finot (1908–1920)
- Gabriel Ferrand (1920–1935)
- René Grousset (1935–1946)
- Jean Sauvaget (1946–1950)
- Marcelle Lalou (1950–1967)
- James Février (1967–1972)
- Daniel Gimaret (1972–1992)
- Denis Matringe (1993–2001)
- Cristina Scherrer-Schaub (2001–2008)
- Gérard Colas (2008–2011)
- Jean-Marie Durand (2011–2017)
- Grégory Chambon und Pierre Marsone (2017–)